# Илия (монах)
Илия — священник церкви Рождества Христова на сенях в Новгороде.
В 1534 году был послан для искоренения язычества в земли, населённые Чудью, Изкорой и Корелой. Здесь он истребил много идолов, порубил священные рощи и мольбища и наставлял в вере туземцев. В следующем году им ещё раз была исполнена та же миссия. Подвиги его в летописи расцвечены чудесами.